# Afinitate
Afinitatea este relația familială reciprocă dintre un soț și rudele celuilalt soț, cu excepția cuscrilor (părinții unuia dintre soți în raport cu părinții celuilalt soț). Persoanele cu o astfel de legătură se numesc afini. Concubinajul nu poate alcătui niciodată temeiul legăturii de afinitate. 
Codul civil al României, intrat în vigoare în 2011, prevede următoarele: Afinitatea este legătura dintre un soț și rudele celuilalt soț. Rudele soțului sunt, în aceeași linie și același grad, afinii celuilalt soț.
Prin efectul căsătoriei cei doi soți devin o nouă familie, astfel încât un soț dobândește o legătură de afinitate cu rudele celuilalt soț.  Legătura de afinitate astfel dobândită are același grad cu gradul de rudenie al celuilalt soț.
Căsătoria formează o categorie familială în sine. Soții nu sunt nici rude și nici afini și formează împreună o familie nouă.
Rudele unuia dintre soți sunt afini cu celălalt soț, indiferent dacă rudenia este din căsătorie, din afara căsătoriei sau din adopție. Fiind un efect al căsătoriei și al rudeniei, afinitatea există numai în măsura în care acestea sunt legalmente stabilite. Astfel, afinitatea durează până la încetarea sau desfacerea căsătoriei care a generat-o. Cu toate acestea, în condițiile prevăzute de lege, unele efecte juridice ale afinității se pot menține. Astfel, obligația de întreținere dintre părintele vitreg și copilul vitreg, reglementată de art. 48 C.fam., dăinuiește chiar după desfacerea căsătoriei.

## Etimologie
Termenul românesc afinitate este un împrumut din limba franceză: affinité, care, la rândul său, provine din limba latină affinitas, affinitatis, „înrudire prin alianță”, „afinitate”.

## Efecte juridice
Legea dispune că judecătorul poate fi recuzat, printre altele, și pentru motivul că este afin până la al patrulea grad inclusiv cu vreuna din părți. Poate fi considerat motiv de recuzare și faptul că judecătorul este afin, în linie directă sau colaterală, până la al patrulea grad inclusiv, cu avocatul sau cu mandatarul uneia din părți sau când este căsătorit cu fratele sau sora uneia din părți. De asemenea, un afin nu poate fi audiat ca martor.